# Calango
O termo calango se refere a alguns lagartos, como os da família dos teídeos ou da família Tropiduridae, principalmente os de pequeno porte, Cnemidophorus e outros que vivem geralmente no solo ou em pedreiras da  caatinga bioma exclusivo do Brasil que pode ser encontrado na Bahia, Ceará, Maranhão, Pernambuco, Alagoas, Amazonas, Paraíba, Piauí, Sergipe e Rio Grande do Norte. 
Alimentam-se de alguns artrópodes e insetos.
Algumas espécies de calangos:
- Ameiva ameiva
- Ameivula venetacaudus
- Diploglossus lessonae
- Tropidurus torquatus

## Etimologia
"Calango" origina-se do termo quimbundo kalanga.

## Descrição
Como o termo "calango" é popular e não científico, abrange mais de uma espécie de réptil. Geralmente, são pequenos lagartos não agressivos que podem chegar a medir até trinta centímetros de comprimento.

## Alimentação
Caça geralmente pequenos insetos.

## Comportamento
Quando ameaçados, procuram se esconder em alguma fenda ou buraco. Quando capturados, ficam imóveis como se estivessem mortos. Para que ocorra o aparecimento dessas espécies, o ambiente precisa apresentar algumas características: costumam aparecer em áreas com pouco movimento de pessoas, com madeira, concreto ou rochas para que se camuflem, escalem e tomem sol. Sempre estão próximos de alguma fenda ou de algo que atraia insetos e outros artrópodes, como lâmpadas e vegetais. São também muito confundidos com lagartixas (geckos), apesar de serem muito maiores que a lagartixa caseira.